# Batrisodes babaianus
Batrisodes babaianus (лат.) — вид мирмекофильных жуков-ощупников (Pselaphinae) из семейства стафилиниды.

## Распространение
Тайвань.

## Описание
Мелкие коротконадкрылые жуки. Лоб широко вогнутый, средние голени с мелким вентральным выступом у середине. Основная окраска красновато-коричневая. Усики 11-члениковые, брюшко из 5 видимых тергитов. Вертлуги короткие, ноги прилегают к тазикам. Надкрылья в базальной части с 3 ямками. Мирмекофилы, ассоциированы с муравьями, в земляных гнёздах которых встречаются.